# 臺英大學聯盟
臺英大學聯盟（Taiwan-UK University Consortium）是由臺灣與英國總計8所大學於2023年11月20日在愛丁堡簽署合作備忘錄，以拓展雙邊師生交流及實質學術研究合作，強化雙方淨零（Net Zero）排放目標、雙語教育政策目標。
在教育部及英國文化協會（British Council）支持下，台灣大學、台灣師範大學、中山大學、清華大學，以及英國的愛丁堡大學（University of Edinburgh）、利物浦大學（University of Liverpool）、新堡大學（Newcastle University）、西蘇格蘭大學（University of the West of Scotland）自2023年初持續就建立大學聯盟進行磋商。這些大學是創始成員，聯盟歡迎台灣與英國其他大學加入。

## 聯盟成員
- 國立臺灣大學
- 國立臺灣師範大學
- 國立中山大學
- 國立清華大學
- 愛丁堡大學（University of Edinburgh）
- 利物浦大學（University of Liverpool）
- 新堡大學（Newcastle University）
- 西蘇格蘭大學（University of the West of Scotland）